# Basilica di Santa Balbina all'Aventino
La basilica di Santa Balbina è una basilica paleocristiana di Roma, situata sul "piccolo Aventino", nel rione di San Saba, in fondo a un'antica strada murata che è stata conservata identica a non si sa quanti decenni fa. L'accesso moderno principale, tuttavia, è su via Baccelli,dalla scalea dedicata a Padre Simpliciano della Natività, fondatore delle Suore Francescane dei Sacri Cuori, un tempo "Margheritine" e dell'Istituto di Santa Margherita, accanto alle terme di Caracalla e al moderno Stadio delle Terme. Ha la dignità di Basilica minore.

## Storia e descrizione
Fu uno dei tituli cardinales fin dalla prima organizzazione ecclesiale della città e la più antica testimonianza della sua esistenza risale al sinodo del 595. Al tempo di papa Urbano V il monastero attiguo era intitolato al SS. Salvatore e S. Balbina ed ancora nel catalogo di papa Pio IV
si trova chiamato S. Salvatore della Balbina. La costruzione, a guardare le murature in opera listata e in laterizio, sembra databile al IV secolo, ma apparteneva forse inizialmente a una delle ricche residenze (domus) del quartiere e solo più tardi fu adoperata come chiesa. 
La Domus è stata identificata, dai bolli laterizi, con quella donata dall'imperatore Settimio Severo, all'inizio del III secolo, al suo amico Lucio Fabio Cilone, due volte console e Prefetto di Roma.
Alla chiesa, attualmente semplice luogo di culto senza parrocchia e filiale della basilica vaticana, è annesso un vasto e antico convento fortificato, ora intitolato a Santa Margherita da Cortona e adibito ad ospizio, prima per donne sottratte alla prostituzione e riabilitate nella società secondo il metodo riabilitativo tracciato da Padre Simpliciano della Natività ed oggi per soggetti anziani, fragili dal punto di vista sociale, assistiti dalle Suore Francescane dei Sacri Cuori.
L'attuale facciata è il frutto di un rifacimento cinquecentesco. L'interno, invece, ha una pianta ad aula unica, non suddivisa in navate, ma con cappelle sulle pareti laterali, alternativamente a pianta rettangolare e semicircolare, delimitate da pilastri. Alcune di queste cappelle sono affrescate.
Sul pavimento negli anni trenta sono stati collocati antichi mosaici romani provenienti dagli scavi di via dei fori imperiali. Sul fondo si trova l'abside, dotata di finestre, in cui è collocata una bella cattedra episcopale cosmatesca. Gli affreschi dell’abside con la Gloria di Cristo con i Santi Felicissimo, Balbina, Quirino e un Santo pontefice e quelli dell’arco trionfale con San Pietro e San Paolo furono realizzati da Anastasio Fontebuoni, su commissione del Cardinale Pompeo Arrigoni, nell'anno 1600, anno in cui il cardinale, titolare della chiesa dal 1597, vi aveva intrapreso alcuni lavori di restauro.
Nei pressi della chiesa si trovano resti delle mura serviane.

## Galleria d'immagini

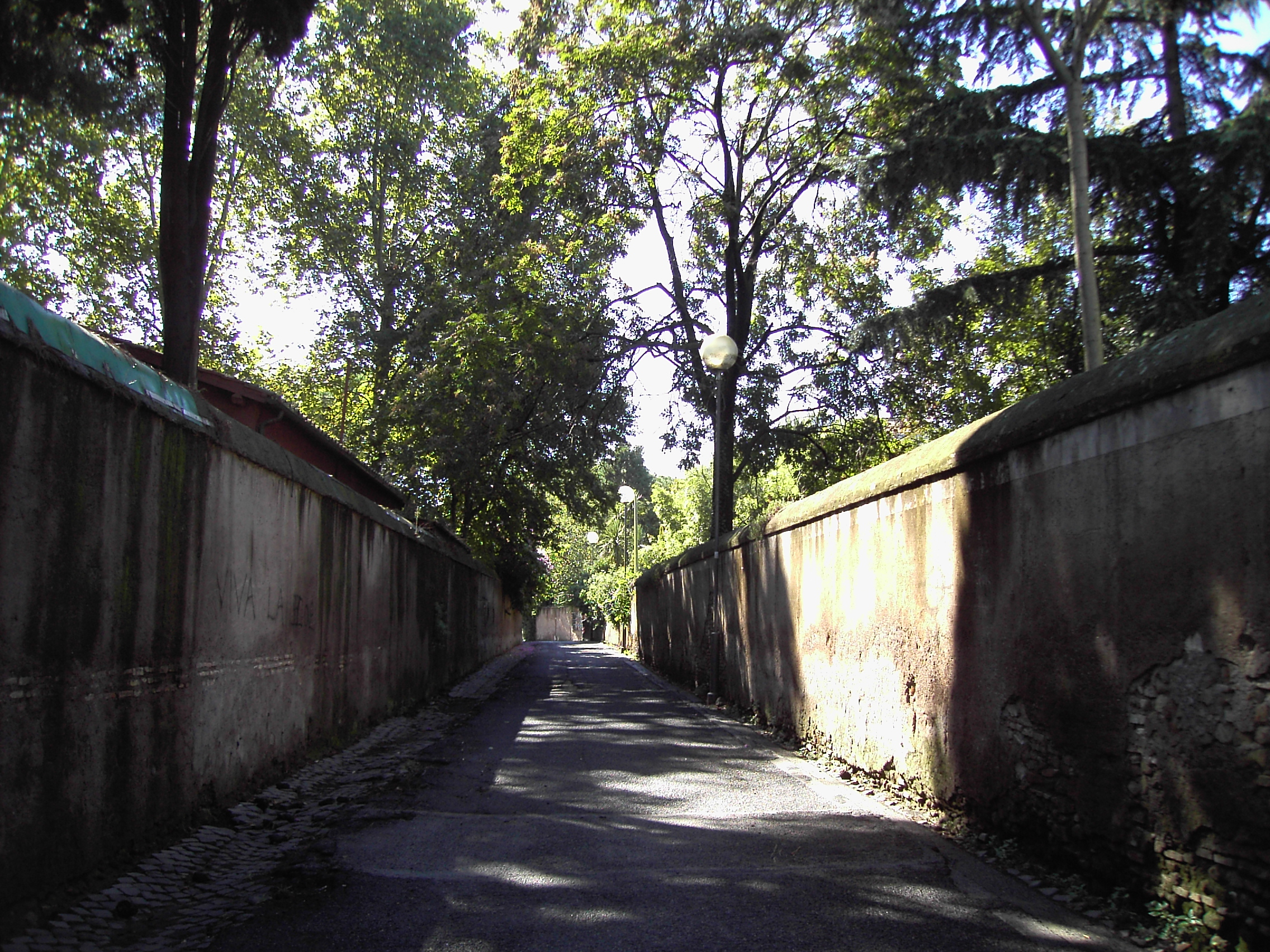
Via di santa Balbina
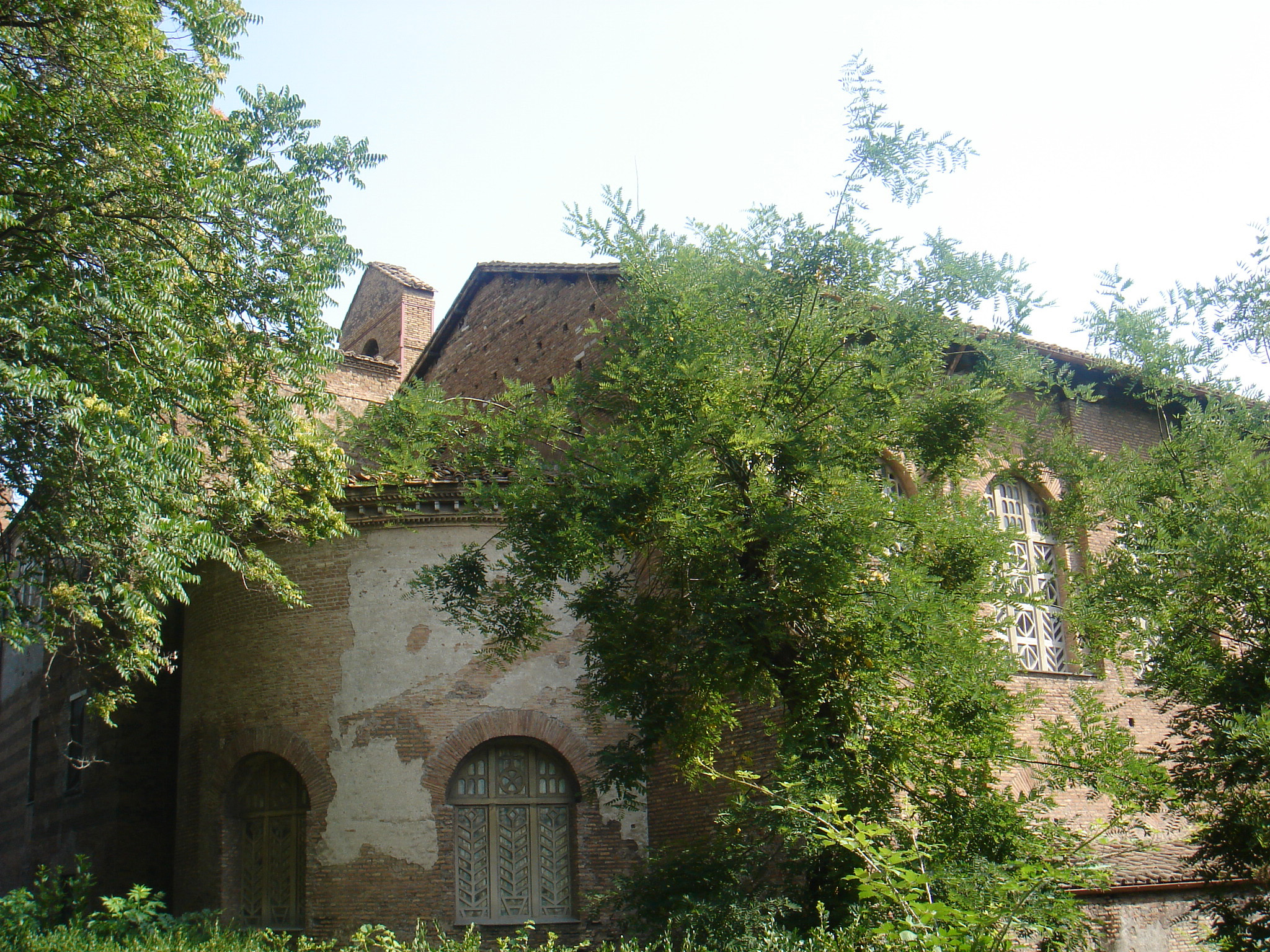
Santa Balbina: abside e fianco sinistro
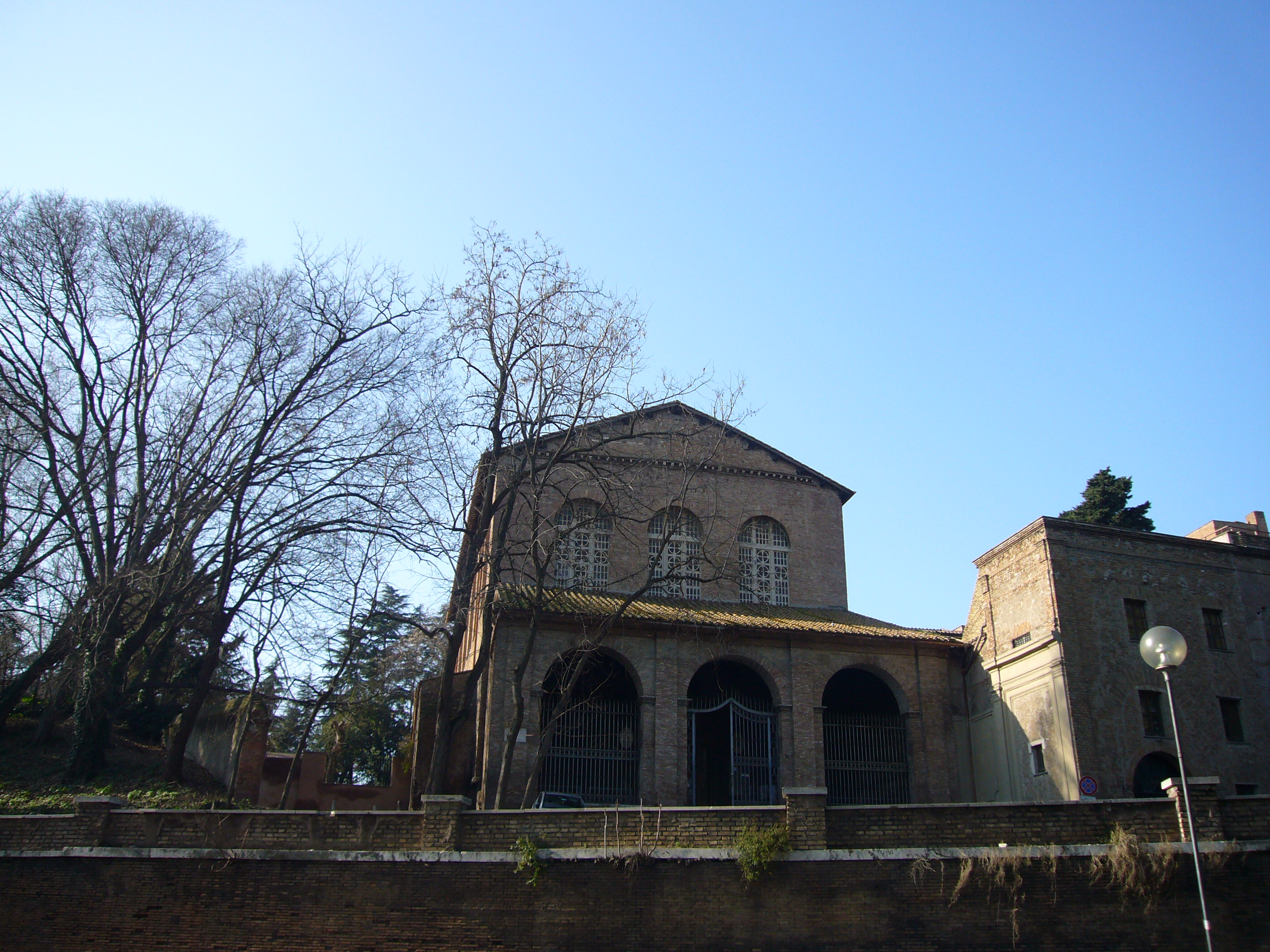
Santa Balbina, facciata
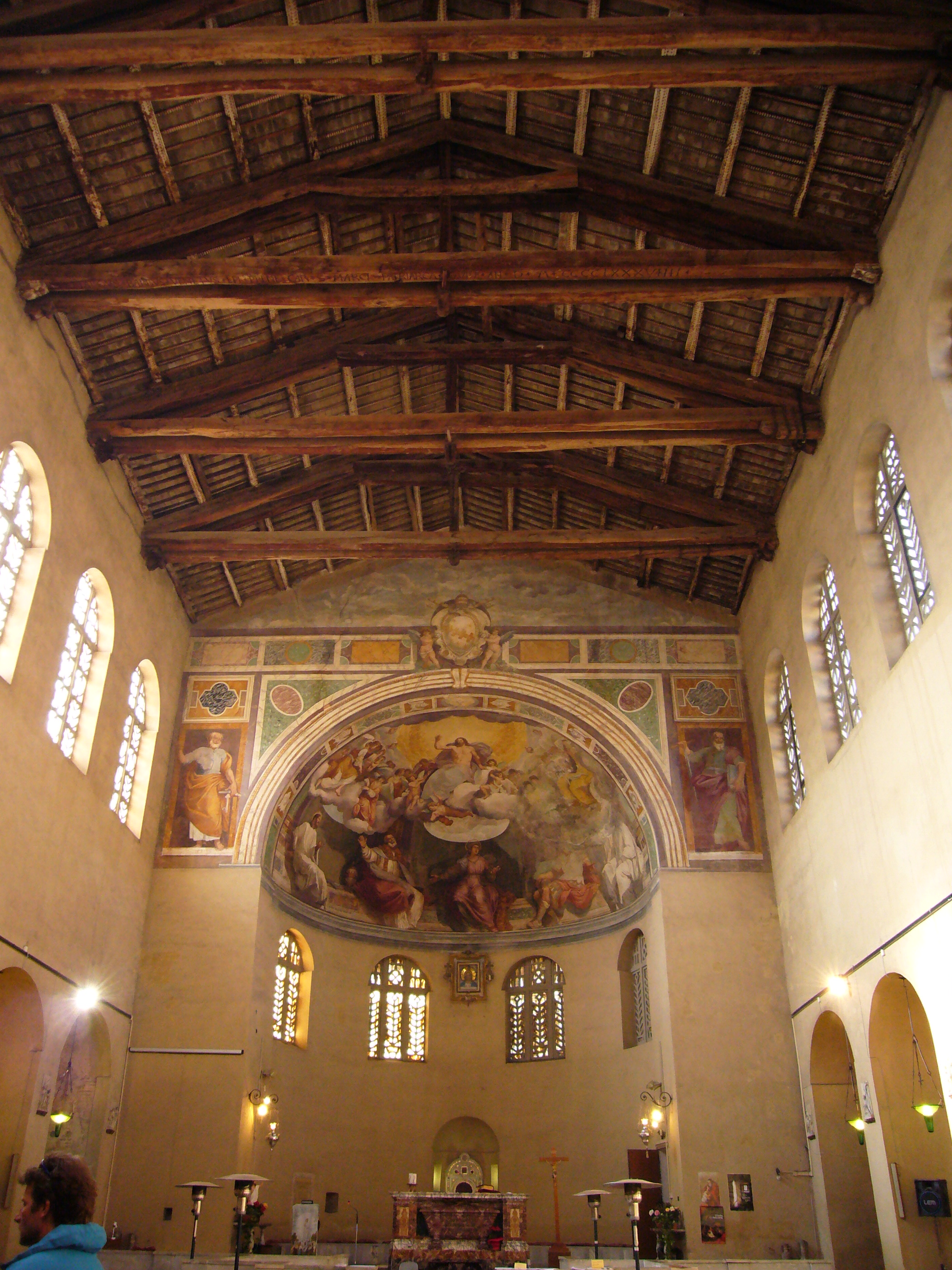
Interno
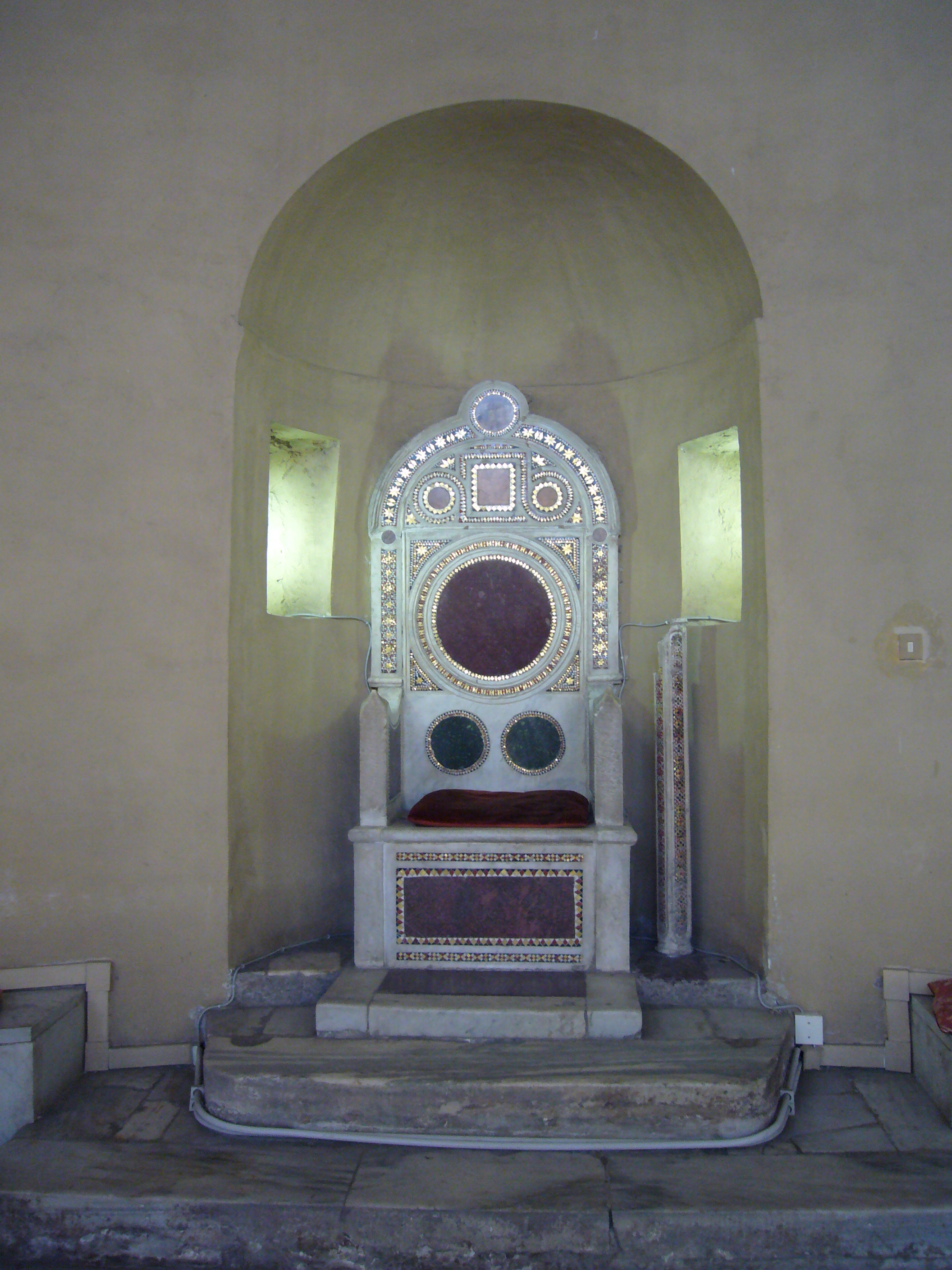
Cattedra episcopale cosmatesca (XIII secolo)
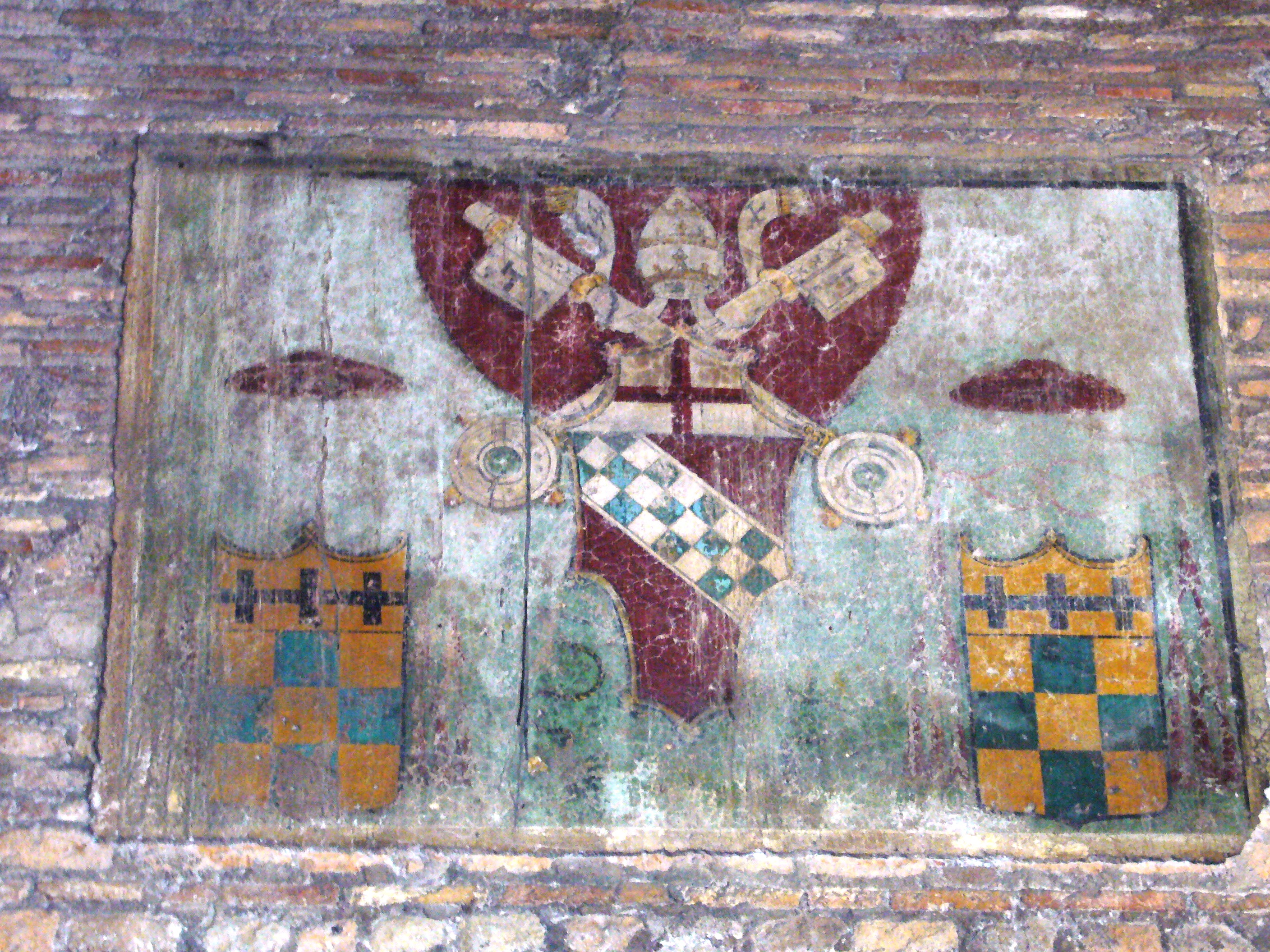
Stemma di Innocenzo VIII nel portico
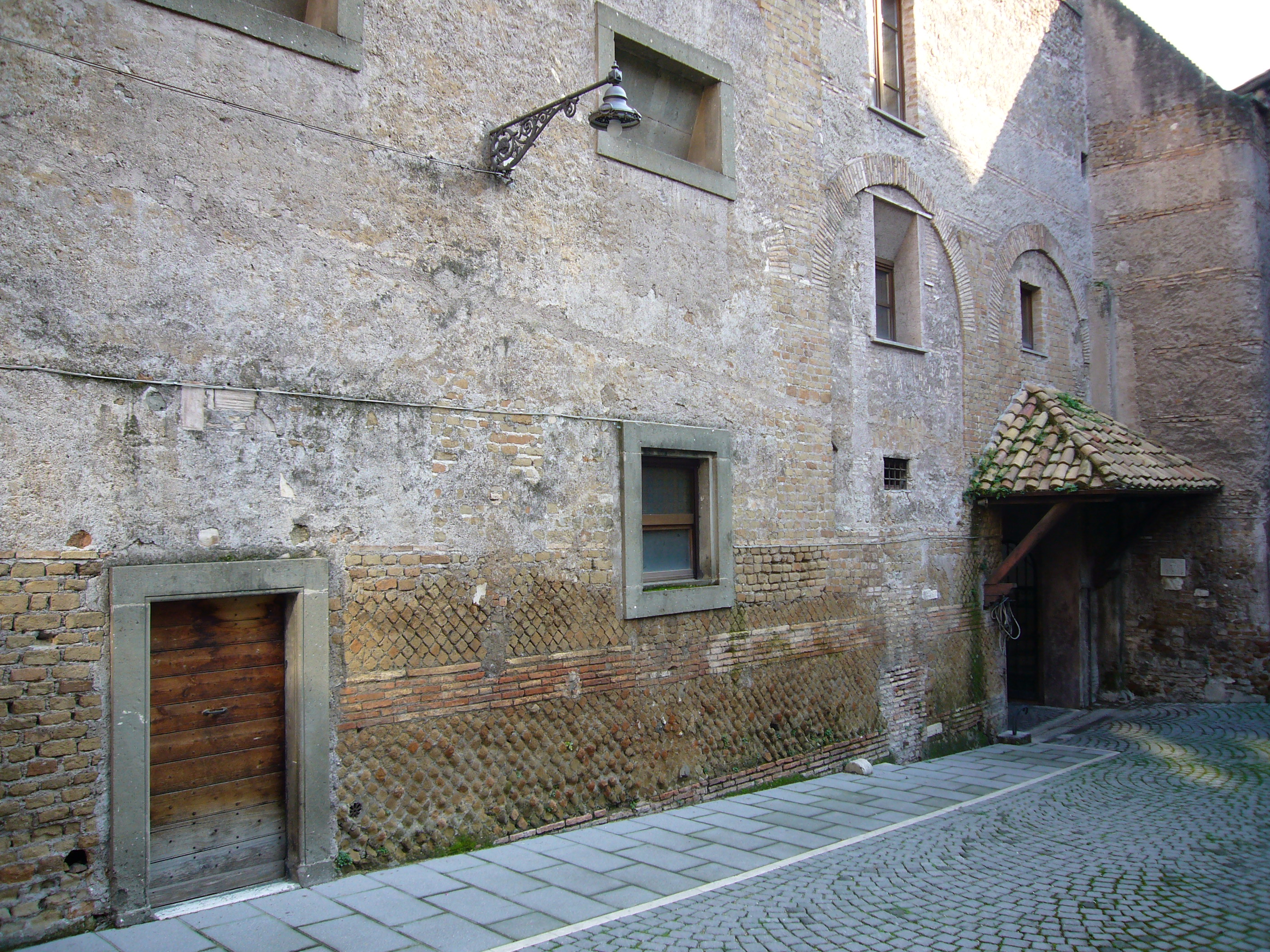
Opus listatum nelle mura dell'annesso convento
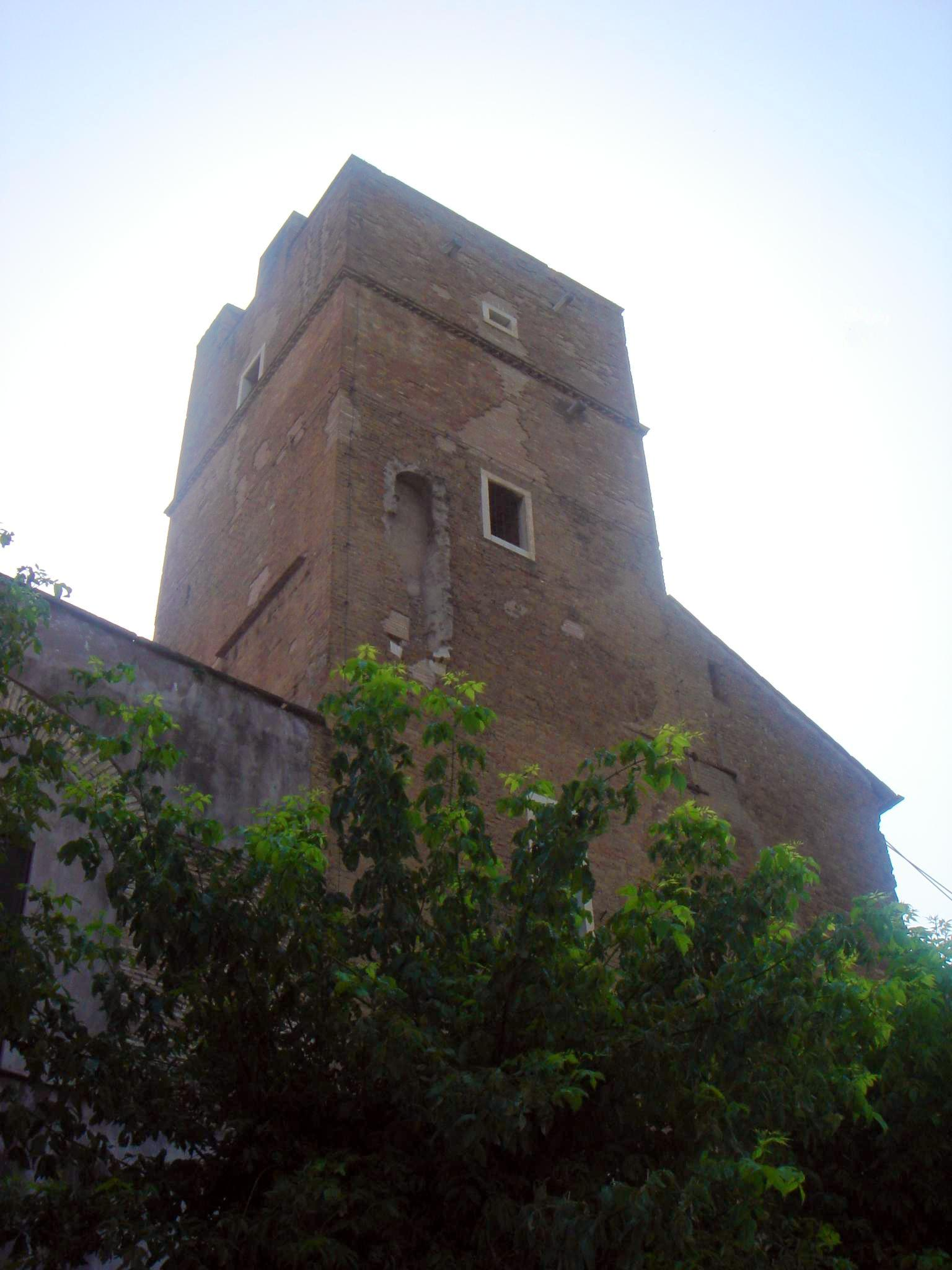
Santa Balbina, la torre del convento